# Moimești, Iași
Moimești este un sat în comuna Popricani din județul Iași, Moldova, România.
Despre satul Moimesti nu se cunosc prea multe lucruri, am putea aminti faptul ca un mosier Ilie Stroici a cumparat terenul, unde este actualul sat de la mosierul Pascanu si pentru lucrul pe mosie ar fi adus oameni din Bucovina. Oamenii din cauza muncil grele pe care o prestau se intrebau: mai esti? In sensul "Mai traiesti?"de la aceasta expresie se presupune ca locuitorilor I se spuneau"Ma malestri" de unde s-a tras si numele actualului sat de Moimesti.